# Partição de um intervalo

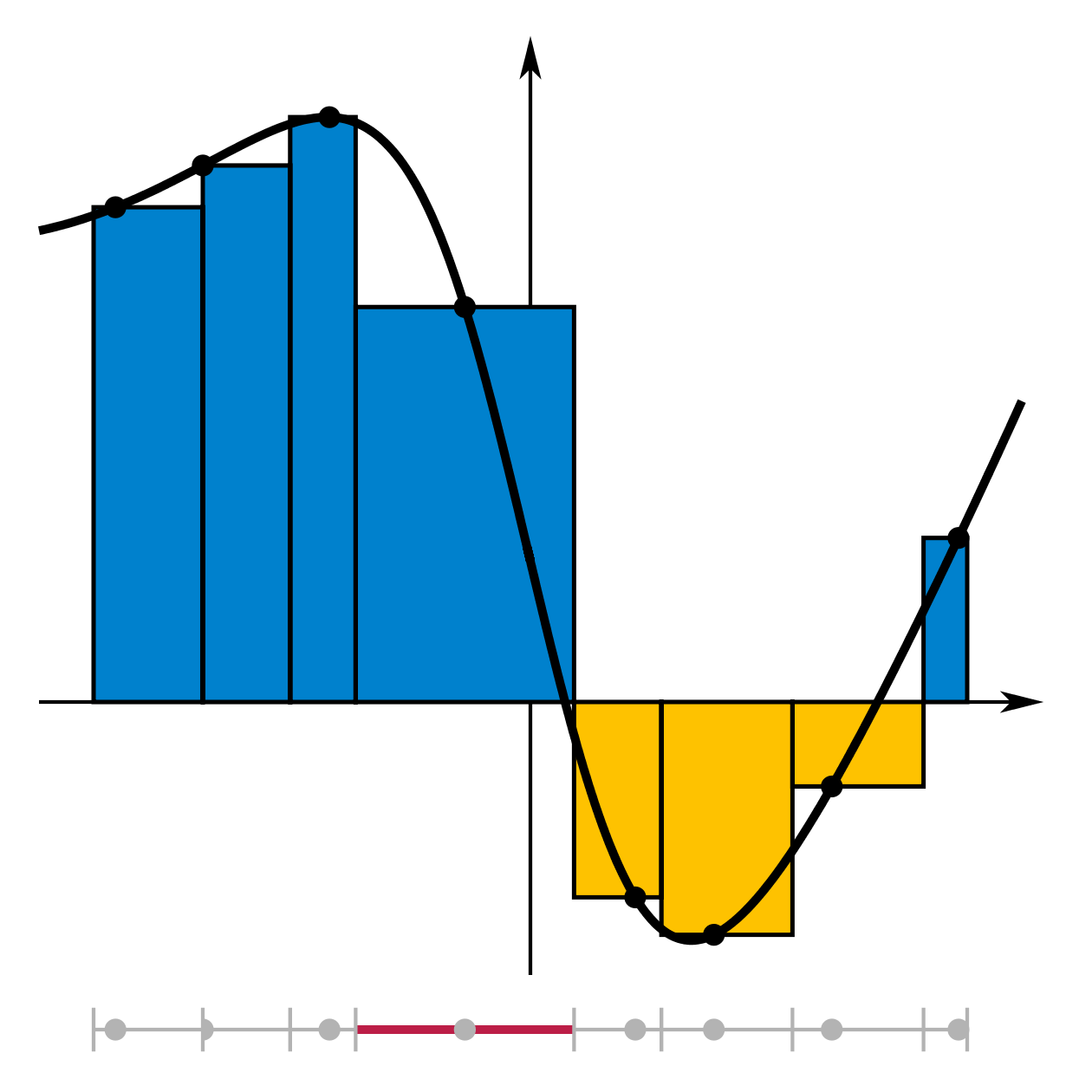
Uma partição de um intervalo sendo usada em uma soma de Riemann. A partição propriamente dita é mostrada em cinza embaixo, com um subintervalo indicado em vermelho.

Em matemática, uma partição de um intervalo {\displaystyle [a,b]}, geralmente denotada {\displaystyle P} ou {\displaystyle \Pi }, na reta real é uma sequência finita {\displaystyle x_{0},x_{1},x_{2},\ldots ,x_{k}} de números reais tal que:
{\displaystyle a=x_{0}<x_{1}<x_{2}<\ldots <x_{k}=b.}
Em outras palavras, uma partição de um intervalo compacto {\displaystyle I} é uma sequência estritamente crescente de números (que pertence ela própria ao intervalo {\displaystyle I}) que começa no ponto inicial de {\displaystyle I} e termina no ponto final de {\displaystyle I}.
Todo intervalo da forma {\displaystyle [x_{i},x_{i+1}]} é referido como um subintervalo de partição {\displaystyle x}.
Estas partições são utilizadas na teoria da integral de Riemann e da integral de Riemann–Stieltjes.

## Refinamento da partição
Outra partição do intervalo dado, {\displaystyle Q}, é definida como um refinamento da partição, {\displaystyle P}, quando contém todos os pontos de {\displaystyle P} e possivelmente alguns outros pontos também. A partição de {\displaystyle Q} é considerada "mais fina" que {\displaystyle P}. Dadas duas partições, {\displaystyle P} e {\displaystyle Q}, pode-se sempre formar seu refinamento comum, denotado {\displaystyle P\lor Q}, que consiste em todos os pontos de {\displaystyle P} e {\displaystyle Q}, renumerados em ordem.

## Exemplos
Um exemplo de partição é o seguinte:
Dado o intervalo {\displaystyle [1,2]}, uma partição de tal intervalo seria:
{\displaystyle \Pi =\{1,{\frac {1}{3}},{\frac {1}{2}},2\}.}
Outra possível partição para o mesmo intervalo seria:
{\displaystyle \Pi '=\{1,{\frac {1}{3}},{\frac {1}{2}},{\frac {3}{4}},2\}}, com {\displaystyle \Pi '} mais "fina" que {\displaystyle \Pi }.

## Norma de uma partição
A norma de uma partição
{\displaystyle x_{0}<x_{1}<x_{2}<\ldots <x_{n}}
é o comprimento do mais longo deste subintervalos
{\displaystyle \max\{(x_{i}-x_{i-1}):i=1,\ldots ,n\}.}

## Aplicações
Partições são usadas na teoria da integral de Riemann, da integral de Riemann–Stieltjes e da integral regulada. Especificamente, conforme partições mais finas de um intervalo são consideradas, sua norma se aproxima de zero e a soma de Riemann baseada em uma dada partição se aproxima da integral de Riemann.

## Partições marcadas
Uma partição marcada é uma partição de um dado intervalo junto com uma sequência finita de números {\displaystyle t_{0},\ldots ,t_{n-1}} sujeita às condições que, para cada {\displaystyle i},
{\displaystyle x_{i}\leq t_{i}\leq x_{i+1}.}
Em outras palavras, uma partição marcada é uma partição junto com um ponto distinguido de cada subintervalo. Sua norma é definida da mesma forma que uma partição comum. É possível definir uma ordem parcial no conjunto de todas as partições marcadas ao dizer que uma partição marcada é maior que a outra se a maior for um refinamento da menor.
Suponha que {\displaystyle x_{0},\ldots ,x_{n}} junto com {\displaystyle t_{0},\ldots ,t_{n-1}} é uma partição marcada de {\displaystyle [a,b]} e que {\displaystyle y_{0},\ldots ,y_{m}} junto com {\displaystyle s_{0},\ldots ,s_{m-1}} é outra partição marcada de {\displaystyle [a,b]}. Dizemos que {\displaystyle y_{0},\ldots ,y_{m}} e {\displaystyle s_{0},\ldots ,s_{m-1}} juntos são um refinamento da partição marcada {\displaystyle x_{0},\ldots ,x_{n}} junto com {\displaystyle t_{0},\ldots ,t_{n-1}} se, para cada número inteiro {\displaystyle i} com {\displaystyle 0\leq 1\leq n}, há um número inteiro {\displaystyle r(i)} tal que {\displaystyle x_{i}=y_{r(i)}} e tal que {\displaystyle t_{i}=s_{j}} para algum {\displaystyle j} com {\displaystyle r(i)\leq j\leq r(i+1)-1}. Dito de forma mais simples, um refinamento de um partição marcada toma a partição inicial e adiciona mais marcas, mas não tira nenhuma.